# Drosophila comoe
Drosophila comoe este o specie de muște din genul Drosophila, familia Drosophilidae, descrisă de Burla în anul 1954.
Este endemică în Ivory Coast. Conform Catalogue of Life specia Drosophila comoe nu are subspecii cunoscute.